# Едыгенов, Казтай Едыгенович
Казтай Едыгенович Едыгенов (1907 год, c. Дунганы, Кировский район, Алма-Атинская область, Российская империя — 1977 год) — советский государственный деятель. Нарком и министр мясной и молочной промышленности Казахской ССР.

## Биография
Казтай Едыгенович Едыгенов родился в 1907 году в селе Дунганы ныне Кировского района Алма-Атинской области, в семье крестьян. По национальности — казах.

### Трудовая деятельность
В 1922–1924 годах учился в Коксуйской сельскохозяйственной школе в Талды-Курганской области, затем в 1925–1929 годах окончил Алма-Атинский педагогический техникум. В 1929–1930 годах заведовал школой в селе Чубар Каратальского района.
Едыгенов начал административную работу в 1930 году как член правления Каратальского районного полеводческого союза, а в 1931–1932 годах был заместителем директора Уштобинского мясокомбината. 
В 1932–1934 годах занимал различные должности в тресте «Союзмясо», заведуя отделом снабжения и работая методистом отдела кадров.
С 1935 по 1940 годы был директором свиноводческого совхоза «Аксай» в Илийском районе. После окончания Академии пищевой промышленности им. В.И. Сталина в Москве, в 1940 году стал заместителем начальника Казглавмаслопрома.
С июля 1940 по июль 1943 года Едыгенов был первым заместителем наркома пищевой промышленности Казахской ССР. С июля 1943 по март 1946 года нарком мясной и молочной промышленности. После реорганизации в министерство в 1946–1952 годах министр мясной и молочной промышленности Казахской ССР.
22 мая 1951 года бюро ЦК Компартии Казахстана приняло постановление о нарушении министром Едыгеновым норм партийной отчётности. Было установлено, что он скрыл социальное происхождение своей семьи: его отец, Едыге Байгонусов, и брат, Едимбай Байгонусов, в 1930 году были осуждены на два года лишения свободы за невыполнение государственного задания по сдаче семян, хотя через шесть месяцев были освобождены по неизвестным причинам. Дядя министра, Джайнак Байгонусов, владел байским хозяйством, был раскулачен и лишён избирательных прав, а другой дядя, Ормамбет Байгонусов, также имел байское хозяйство и в 1937 году был осуждён на 10 лет за антисоветскую деятельность. 
Факт сокрытия этих сведений при вступлении в партию стал основанием для вынесения Едыгенову партийного выговора.
С 1952 по 1955 годы Едыгенов работал в Алма-Атинском мясокомбинате, занимая должности начальника цеха медицинских препаратов, заместителя директора, и исполняющего обязанности директора. 
С 1955 года был заместителем уполномоченного Министерства заготовок СССР в Казахской ССР, а в 1956–1959 годах занимал пост заместителя председателя Кокчетавского облисполкома.
С 1959 по 1973 годы руководил отделом пищевой промышленности в Государственной плановой комиссии Казахской ССР. 
В феврале 1973 года вышел на пенсию, но продолжал работать в сельскохозяйственной сфере, занимая пост заместителя председателя Межколхозздравницы Министерства сельского хозяйства Казахской ССР.

### Общественная деятельность и награды
Едыгенов был депутатом Верховного Совета Казахской ССР (1949–1955) и кандидатом в члены ЦК КП Казахстана (1949). 
За свои заслуги он был награждён орденами «Знак Почёта» (1944), Трудового Красного Знамени (1945) и различными медалями. 
Ему было присвоено звание заслуженного экономиста Казахской ССР.

### Семья
Едыгенов Ерик Казтаевич — доктор технических наук, академик Академии минеральных ресурсов Республики Казахстан, специалист в области горного дела. Заведующий лабораторией разрушения и доставки горных пород в Институте горного дела имени Д.А. Кунаева (г. Алматы). Занимал должность заместителя директора этого института по научной работе. Лауреат премии имени академика Ш.Е. Есенова, награждён нагрудными знаками Министерства индустрии и развития РК «Кеншi Данкы» I, II и III степени, а также знаком НАГН РК «Отличник горной науки».  